# Mauá
23°40′0″N 46°27′0″T / 23,66667°N 46,45°T
Mauá là một đô thị ở bang São Paulo ở Brasil. Dân số năm 2006 là 413.943 người, mật độ dân số là 6.645,4/km² và diện tích là 62,6 km². Tên gọi địa danh này có nguồn gốc từ tiếng Tupi.
Maúa cách São Paulo 26 km và nằm ở độ cao trung bình 818 m. Thành phố này nằm ở vùng khí hậu bán nhiệt đới. Theo điều tra năm 2000, thành phố này có chỉ số phát triển con người 0,781.

## Các thành phố giáp ranh
|                  | Bắc: Ferraz de Vasconcelos, São Paulo và Suzano |                                                       |
| Tây: Santo André | Mauá                                            | Đông: Ferraz de Vasconcelos, Ribeirão Pires và Suzano |
|                  | Nam: Ribeirão Pires                             |                                                       |